# CLUB QUATTRO
CLUB QUATTRO（日語：クラブクアトロ）是日本巴而可公司所运营的LiveHouse。最早于1988年在东京都涩谷开业，此后分别在名古屋、大阪、广岛等地开业。
除各场馆进行音乐演出活动外，在发掘、培养新人方面还设有QUATTRO LABEL、QUATTRO DISC等音乐制作机构。

## 各场地介绍

### 涩谷CLUB QUATTRO
- 开业时间：1988年6月28日
- 地址：东京都涩谷区宇田川町
- 可容纳观众750人
- 最早开业的CLUB QUATTRO。名称来源为开设所在的大楼为该地区建筑群的第4栋，故以“QUATTRO”（意大利语中表示数字4）命名。2008年曾短期停业装修[1]。

### 名古屋CLUB QUATTRO
- 开业时间：1989年6月29日
- 地址：爱知县名古屋市中区荣
- 可容纳观众550人

### 梅田CLUB QUATTRO
- 开业时间：2012年4月13日
- 地址：大阪府大阪市北区太融寺町
- 可容纳观众650人
- 在大阪心斋桥CLUB QUATTRO停业后，运营方宣布将择地重开，7个月后梅田CLUB QUATTRO开业。为继承心斋桥CLUB QUATTRO的历史，将过去使用的艺人签名及砖块都搬至新场馆。[2]

### 广岛CLUB QUATTRO
- 开业时间：2001年12月
- 地址：广岛县广岛市中区本通
- 可容纳观众800人

### 心斋桥CLUB QUATTRO（已停业）
- 开业时间：1991年5月
- 停业时间：2011年9月
- 地址：大阪府大阪市中央区心斋桥
- 可容纳观众650人
- 因建筑老旧需要重建及租约到期，心斋桥CLUB QUATTRO在2011年9月停业[3]。